# Atsikí
Atsikí (en grec moderne : Ατσική) est un village de l'île de Lemnos et le siège du dème éponyme.
Le village est situé dans une vaste et fertile vallée au centre de l'île. 
Son nom est peut-être une déformation du nom Attikí (Attique), l'île ayant été colonisée par les Athéniens dans l'Antiquité.
La municipalité d'Atsikí possède sur son territoire la dune de Katálakos.
Comme sur le reste de Lemnos, on y trouve de nombreuses chapelles et églises comme l'Ágioi Anárgiroi qui a été construite avec des pierres venant de Malte, dans le pittoresque et montagneux village de Dafni.